# Дековилка
Дековил (на френски: Decauville) е френска промишлена компания, основана от Пол Дековил, който работи в областта на промишлените железопътни линии. Неговата най-голяма иновация е употребата на готови участъци от леки, теснолинейни релсови пътища, захванати за стоманени траверси. Такива релсови пътища са преносими и могат да се демонтират и пренасят много лесно. Първата дековилка използва 400 мм междурелсие, но Дековил по-късно го променя на 500 и 600 мм.

## Дековилните железници в миналото
Дековилните железници носят името на създателя си – френския предприемач, конструктор и общественик Пол Дековил (1846 – 1922). През 1875 година той основава своята компания, която разработва успешно една иновация. Макар че, появата на първите железници датира от началото на 19 век, Пол Дековил създава теснолинейни релсови звена, с помощта на които може да се положи бързо и лесно релсов път, по който могат да се транспортират товари на близки и не много далечни дистанции.
В днешно време трудно можем да си представим смисъла на тази иновация. Автомобилният транспорт се е развил и на практика всяка една транспортна дейност е свързана с него, но 120 години назад не е било така. Основното средство за транспорт е била конската тяга и каруците. Преместването на материали и суровини на по-близки дистанции е било немислимо с нея. Дековилните релси позволяват да се построи път между полето и хамбара, между пристанището за речни шлепове и складовете, между гората и дъскорезницата. За построяването на този път не е необходима специална подготовка на работниците. Върши работа и леко заравняване на терена, като релсовите звена се сглобяват на принципа на днешните моделни железници. А инвестицията в железен път не е голяма. Първоначално по построения път се бутат малки двуосни вагонетки с минимално усилие. Именно това е бил смисълът на иновацията на Пол Дековил. Фирмата е основана в град Корбей, Франция. Основното ѝ производство е съсредоточено в релсови звена с метални траверси и вагонетки за тях. Първоначалното междурелсие е 400 мм. В по късен етап се разработва и 500 мм и 600 мм. Релсовият път разполага и с малки обръщателни колела, където вагонетките са обръщали посоката си за по-голямо удобство.
След преминаване на по-голямо междурелсие вече става по-лесно и прилагането на локомотивна тяга. Дековил започва да строи и теснолинейни локомотиви за обслужване на железниците.
Приложението на този тип железници се разширява с употребата им в армейските части. С помощта им се транспортират въоръжение, муниции, части за артилерийски системи. Много от колониалните сили използват тези железници в колониите си и военните операции, извършвани там.
В хода на Първата световна война са положени хиляди километри военни железници от британските и френските части. Такъв тип железници присъстват и в германските военни части.
В България сме разполагали със специална армейска част, която е полагала военни железници по фронтовите линии. В по-голямата си част тези железници са се обслужвали от най-масовия парен локомотив тип D, който може да бъде видян във фоайето на Централна гара София.
Междурелсието от 600 мм остава най-популярното междурелсие за военните железници.

### Руднични железници
При тях от Дековилната система е останало само междурелсието от 600 мм. Иначе строенето на пътя е стандартно. Релсите с тегло 9 – 10 кг на линеен метър се закрепват върху траверсите с клинове, а помежду си с джонтови връзки. Такива руднични железници са се използвали в миналото за транспортиране на продукция във вагонетки. Теглени са с малки руднични дизелови и електрически локомотиви. Понастоящем в България такава железница обслужва солниците в Бургас, както и има такива детски железници в Кърджали и Пловдив.
В днешно време са останали много малко оригинални Дековилни железници. В Холандия се намира и музей на този вид техника, където любителите могат да се запознаят с основните принципи на системата на Пол Дековил.